# David Malukas
David Malukas (Chicago, Illinois, Estados Unidos; 27 de septiembre de 2001) es un piloto de automovilismo lituano-estadounidense. Desde 2016 compite en monoplazas, teniendo un corto paso por Europa y Asia en la Fórmula 4. En 2017 pasó a las carreras de los Estados Unidos y disputó los tres campeonatos del programa Road to Indy: U.S. F2000, Pro Mazda Championship e Indy Lights, resultando subcampeón de esta última en 2021. También fue subcampeón del Campeonato de Fórmula Regional de las Américas en 2020.
En diciembre de 2021 fue anunciado su ascenso a la IndyCar Series en 2022 con el equipo Dale Coyne Racing w/ HMD Motorsports. En su primer año logró un podio y el decimosexto lugar en el campeonato, siendo el segundo mejor novato de la temporada. En 2023, continuó con Dale Coyne, y en septiembre del mismo año fue confirmado su fichaje por Arrow McLaren para la temporada 2024 en reemplazo de Felix Rosenqvist. Sin embargo, en abril de 2024 su contrato fue rescindido sin haber debutando después de haber sufrido una lesión en la muñeca. Dos meses más tarde se anunció su incorporación al equipo Meyer Shank Racing a partir del Gran Premio de Monterey en Laguna Seca. En 2025 firmó con A. J. Foyt Racing, donde obtuvo su tercer podio en la categoría con un segundo puesto en las 500 Millas de Indianápolis, tras salir en séptimo lugar.

## Resumen de carrera
| Temporada | Categoría                                      | Equipo                               | Carreras     | Victorias    | Poles        | VR           | Podios       | Puntos       | Pos.         |
| --------- | ---------------------------------------------- | ------------------------------------ | ------------ | ------------ | ------------ | ------------ | ------------ | ------------ | ------------ |
| 2016-17   | Campeonato de EAU de Fórmula 4                 | Rasgaira Motorsports                 | 11           | 0            | 0            | 0            | 1            | 104          | 6.º          |
| 2017      | ADAC Fórmula 4                                 | Motopark                             | 18           | 0            | 0            | 0            | 0            | 20           | 19.º         |
| 2017      | Campeonato Nacional U.S. F2000                 | BN Racing                            | 9            | 0            | 1            | 0            | 1            | 108          | 10.º         |
| 2018      | Pro Mazda Championship                         | BN Racing                            | 16           | 3            | 3            | 2            | 6            | 302          | 4.º          |
| 2019      | Indy Lights                                    | BN Racing                            | 13           | 0            | 0            | 0            | 1            | 301          | 6.º          |
| 2019      | Indy Lights                                    | HMD Motorsports                      | 5            | 0            | 0            | 0            | 1            | 301          | 6.º          |
| 2020      | Campeonato de Fórmula Regional de las Américas | HMD Motorsports                      | 17           | 2            | 0            | 1            | 15           | 283          | 2.º          |
| 2021      | Indy Lights                                    | HMD Motorsports                      | 20           | 7            | 6            | 4            | 16           | 524          | 2.º          |
| 2022      | IndyCar Series                                 | Dale Coyne Racing w/ HMD Motorsports | 17           | 0            | 0            | 2            | 1            | 305          | 16.º         |
| 2023      | IndyCar Series                                 | Dale Coyne Racing w/ HMD Motorsports | 17           | 0            | 0            | 1            | 1            | 265          | 17.º         |
| 2024      | IndyCar Series                                 | Meyer Shank Racing                   | 10           | 0            | 0            | 1            | 0            | 148          | 24.º         |
| 2025      | IndyCar Series                                 | A. J. Foyt Enterprises               | Disputándose | Disputándose | Disputándose | Disputándose | Disputándose | Disputándose | Disputándose |
| Fuente:   |                                                |                                      |              |              |              |              |              |              |              |

## Resultados

### Campeonato Nacional U.S. F2000
(Clave) (negrita indica pole position) (cursiva indica vuelta rápida)

| Año     | Escudería | 1   | 2   | 3   | 4   | 5     | 6      | 7     | 8      | 9   | 10     | 11     | 12    | 13    | 14    | Pos. | Puntos |
| ------- | --------- | --- | --- | --- | --- | ----- | ------ | ----- | ------ | --- | ------ | ------ | ----- | ----- | ----- | ---- | ------ |
| 2017    | BN Racing | STP | STP | BAR | BAR | IMS 9 | IMS 18 | ROA 2 | ROA 14 | IOW | TOR 15 | TOR 14 | MDO 6 | MDO 6 | WGL 5 | 10.º | 108    |
| Fuente: |           |     |     |     |     |       |        |       |        |     |        |        |       |       |       |      |        |

### Pro Mazda Championship
(Clave) (negrita indica pole position) (cursiva indica vuelta rápida)

| Año     | Escudería | 1     | 2     | 3     | 4     | 5     | 6      | 7      | 8     | 9     | 10    | 11    | 12    | 13     | 14    | 15    | 16    | Pos. | Puntos |
| ------- | --------- | ----- | ----- | ----- | ----- | ----- | ------ | ------ | ----- | ----- | ----- | ----- | ----- | ------ | ----- | ----- | ----- | ---- | ------ |
| 2018    | BN Racing | STP 7 | STP 2 | BAR 3 | BAR 5 | IMS 7 | IMS 10 | LOR 11 | ROA 1 | ROA 1 | TOR 9 | TOR 9 | MDO 2 | MDO 13 | GMP 8 | POR 4 | POR 1 | 4.º  | 293    |
| Fuente: |           |       |       |       |       |       |        |        |       |       |       |       |       |        |       |       |       |      |        |

### Indy Lights
(Clave) (negrita indica pole position) (cursiva indica vuelta rápida)

| Año     | Escudería       | 1      | 2     | 3      | 4     | 5     | 6     | 7       | 8     | 9     | 10    | 11    | 12    | 13    | 14    | 15    | 16    | 17    | 18    | 19    | 20    | Pos. | Puntos |
| ------- | --------------- | ------ | ----- | ------ | ----- | ----- | ----- | ------- | ----- | ----- | ----- | ----- | ----- | ----- | ----- | ----- | ----- | ----- | ----- | ----- | ----- | ---- | ------ |
| 2019    | BN Racing       | STP 4  | STP 4 | COA 10 | COA 3 | IMS 6 | IMS 6 | INDY 11 | RDA 6 | RDA 4 | TOR 9 | TOR 8 | MDO 5 | MDO 5 |       |       |       |       |       |       |       | 6.º  | 301    |
| 2019    | HMD Motorsports |        |       |        |       |       |       |         |       |       |       |       |       |       | GTW 3 | POR 6 | POR 8 | LAG 5 | LAG 7 |       |       | 6.º  | 301    |
| 2021    | HMD Motorsports | ALA 13 | ALA 1 | STP 3  | STP 1 | IMS 2 | IMS 1 | DET 5   | DET 3 | RDA 7 | RDA 1 | MDO 3 | MDO 3 | GTW 1 | GTW 1 | POR 1 | POR 2 | LAG 4 | LAG 2 | MDO 2 | MDO 2 | 2.º  | 524    |
| Fuente: |                 |        |       |        |       |       |       |         |       |       |       |       |       |       |       |       |       |       |       |       |       |      |        |

### IndyCar Series
(Clave) (negrita indica pole position) (cursiva indica vuelta rápida)

| Año     | Escudería                            | Motor     | 1      | 2      | 3      | 4      | 5      | 6       | 7      | 8      | 9      | 10     | 11     | 12     | 13     | 14     | 15     | 16     | 17     | 18    | Pos. | Puntos |
| ------- | ------------------------------------ | --------- | ------ | ------ | ------ | ------ | ------ | ------- | ------ | ------ | ------ | ------ | ------ | ------ | ------ | ------ | ------ | ------ | ------ | ----- | ---- | ------ |
| 2022    | Dale Coyne Racing w/ HMD Motorsports | Honda     | STP 26 | TXS 11 | LBH 21 | ALA 20 | IMS 12 | INDY 16 | DET 11 | ROA 16 | MDO 9  | TOR 12 | IOW 14 | IOW 8  | IMS 13 | NSH 20 | GTW 2  | POR 14 | LAG 13 |       | 16.º | 305    |
| 2023    | Dale Coyne Racing w/ HMD Motorsports | Honda     | STP 10 | TXS 4  | LBH 20 | ALA 19 | IMS 26 | INDY 29 | DET 23 | ROA 27 | MDO 6  | TOR 20 | IOW 12 | IOW 8  | NSH 27 | IMS 16 | GAT 3  | POR 8  | LAG 20 |       | 17.º | 265    |
| 2024    | Meyer Shank Racing                   | Honda     | STP    | THE    | LBH    | ALA    | IGP    | INDY    | DET    | ROA    | LAG 16 | MDO 12 | IOW 27 | IOW 13 | TOR 6  | GAT 21 | POR 20 | MIL 15 | MIL 22 | NSH 9 | 24.º | 148    |
| 2025*   | A. J. Foyt Enterprises               | Chevrolet | STP 13 | THE 18 | LBH 17 | ALA 16 | IGP 23 | INDY 2  | DET 14 | GAT 12 | ROA 7  | MDO 17 | IOW 12 | IOW 4  | TOR 9  | LAG 13 | POR 19 | MIL    | NSH    |       | 10.º | 287    |
| Fuente: |                                      |           |        |        |        |        |        |         |        |        |        |        |        |        |        |        |        |        |        |       |      |        |

- * Temporada en progreso.

#### 500 Millas de Indianápolis
| Año     | Chasis  | Motor     | Inicio | Final | Equipo                               |
| ------- | ------- | --------- | ------ | ----- | ------------------------------------ |
| 2022    | Dallara | Honda     | 13     | 16    | Dale Coyne Racing w/ HMD Motorsports |
| 2023    | Dallara | Honda     | 23     | 29    | Dale Coyne Racing w/ HMD Motorsports |
| 2025    | Dallara | Chevrolet | 7      | 2     | A. J. Foyt Enterprises               |
| Fuente: |         |           |        |       |                                      |